# Quadrangle de Raditladi
Le quadrangle de Raditladi (H-4) est l'un des quinze quadrangles de Mercure. 

## Présentation
Le quadrangle recouvre la zone de Mercure s'étendant de 270° à 180° de longitude et de 21° à 66° de latitude. 
Nommé d'après le cratère Raditladi, il a pu être cartographié en détail pour la première fois grâce à la sonde MESSENGER, en orbite autour de la planète à partir de 2011. Il n'avait jusqu'alors jamais été cartographié précisément car c'était l'un des six quadrangles à n'être pas éclairé lors des passages de Mariner 10 en 1974 et 1975. C'est pourquoi il est également connu par son nom de formation d'albédo, Liguria, utilisé auparavant.